# Anna Trapezuntská
Anna Trapezuntská (6. dubna 1357 – po 30. listopadu 1406) byla jako druhá manželka Bagrata V. gruzínskou královnou. Byla také matkou jeho nejmladšího syna Konstantina, který se stal v roce 1407 následníkem svého nevlastního bratra Jiřího VII. Gruzínského.
Anna se narodila jako členka mocného byzantského rodu Komnenovců, který založil v roce 1057 Izák I. Komnenos.

## Rodina a zasnoubení
Anna se narodila v Trapezuntském císařství 6. dubna 1357, den před Velkým pátkem, jako nejstarší potomek císaře Alexia III. Trapezuntského a jeho manželky Theodory Kantakouzeny. Měla dva mladší bratry, Basila a Manuela, a tři mladší sestry, Eudokii, Marii a jednu neznámého jména; všechny tři byly později provdány za Muslimské Oghuzovské vládce. Anna měla také nejméně jednoho nemanželského nevlastního bratra Andronika, otcova syna s neznámou metresou.
V dubnu 1362 přijela do Konstantinopole delegace, zahrnující megas logothetes Jiřího, Scholara, Sebasta a historika Michaela Panareta, aby vyjednali její zasnoubení s Andronikem Palailogem, budoucím císařem Andronikem IV. Z neznámého důvodu bylo zasnoubení zrušeno a pro Annu byl vybrán jiný manžel.

## Gruzínská královna
V červnu 1367, v deseti letech, se stala druhou manželkou krále Bagrata V. Gruzínského, který znám také jako Bagrat Veliký. Jeho první manželkou byla Helena, která předchozího roku zemřela na dýmějový mor, zanechavši po sobě dva syny. Annu do Gruzie doprovodil její otec a jeho impozantní matka Irena Trapezuntská.
V neznámý den, někdy po roce 1369, Anna porodila syna Konstantina, který se stal v roce 1407 po smrti svého nevlastního bratra Jiřího VII. gruzínským králem. Podle Cyrila Toumanoffa, měla Anna s Bagratem ještě další dvě děti: Olympia a Davida.
V listopadu 1386 bylo město Tbilisi obléháno mongolským válečníkem Tamerlánem a ona byla spolu s manželem a synem zajata. Aby byl propuštěn, souhlasil Bagrat s tím, že se stal muslimem a Tamerlán je s 20 000 mongolskými jednotkami poslal zpět do Gruzie. Nicméně, princ Jiří, Bagratův syn z prvního manželství, byl schopen úplně zničit mongolskou armádu a propustil krále a královnu ze zajetí. Nakonec nekonvertovali k islámu, ačkoli další bitvy bojovali s Tamerlánem, dokud Gruzii nedovolil zůstat křesťanskou.
Annin manžel zemřel v roce 1393; ona sama po roce 1406.